# Rehimena straminealis
Rehimena straminealis is een vlinder van de familie van de grasmotten (Crambidae). De wetenschappelijke naam van deze soort is voor het eerst voorgesteld door Richard South in een publicatie uit 1901.
De soort komt voor in Centraal-China.